# Руслан Самитов
Руслан Рустемович Самитов (рус. Руслан Рустемович Самитов; Казањ, 11. јул 1991) је руски атлетичар, специјалиста за троскок.

## Спортска биографија
Самитов је дебитовао на међународној сцени на Европском јуниорском првенству 2009. у Новом Саду, где је завршио као четврти. (15,89). Исте године први пут је пребацио 16 метара.
На регионалним првенстви Волге 2012. резултатом 17,25 м постао је други на руској листи иза Љукмана Адамса за ту годину. Због тог успеха изабран је да се такмичи на Европском првенству 2012. у Хелсинкију, где је испао у квалификацијама. На почетку сезоне 2013. на националном првенству у дворани скочио је 17,06 м и освојио титулу првака Русије. После тога изненадио је сребрном медаљом и најбољим личним скоком у каријери од 17,30 метара на Европском првенству у дворани иза Италијана Данејеле Грека. 

## Значајнији резултати
| Год.  | Такмичење                    | Место             | Плас. | Рез.     |
| ----- | ---------------------------- | ----------------- | ----- | -------- |
| 2009. | Европско јуниорско првенство | Нови Сад, Србија  | 4.    | 15,89    |
| 2012. | Европско првенство           | Хелсинки, Финска  | 24.   | 16,32    |
| 2013. | Европско првенство у дворани | Гетеборг, Шведска |       | 17,30 ЛР |
| 2013. | Универзијада                 | Казањ, Русија     | 15    | 15,110   |

## Лични рекорди
| Дисциплина | Дисциплина   | Резултат | Место             | Датум         |
| ---------- | ------------ | -------- | ----------------- | ------------- |
| Троскок    | На отвореном | 17,25 м  | Пенза, Русија     | 7. јун 2012.  |
| Троскок    | У дворани    | 17,30 м  | Гетеборг, Шведска | 2. март 2013. |